# グール

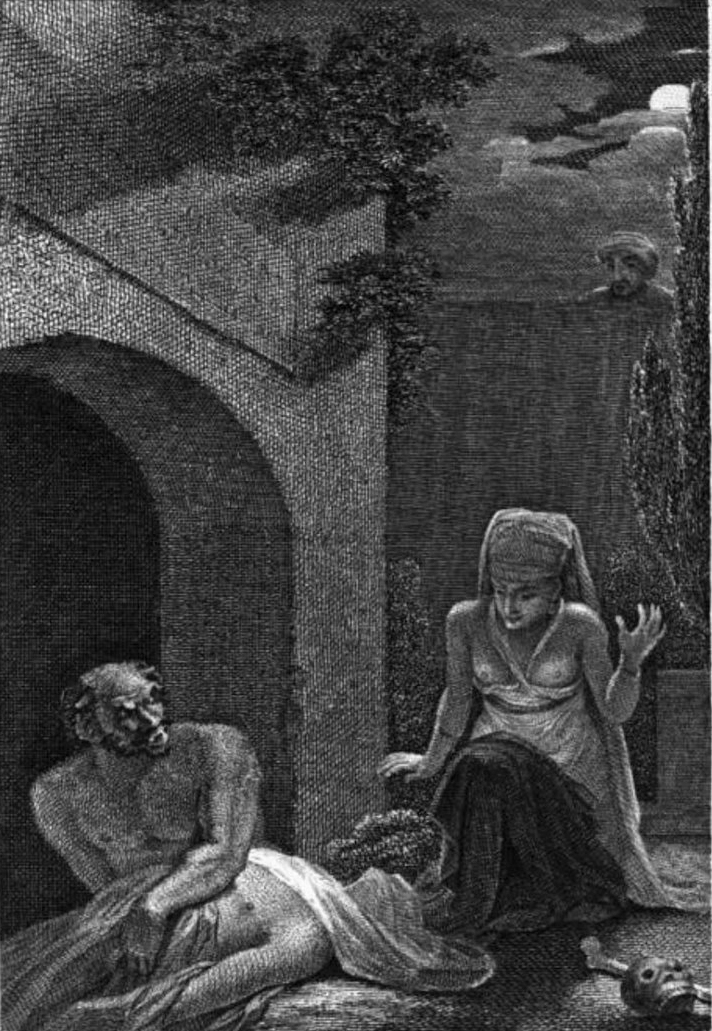
グール（左）と共に死体を漁るアミネ（『千夜一夜物語　シディ・ヌウマンの話』より）

グール（アラビア語:غول, ghūl、英:ghoul）は、アラブ人の伝承に登場する怪物の一種である。ゴール、ゴリなどとも呼ばれる。

## 呼称
英語のghoul はアラビア語のal ghûl に由来する。また、女性のグールはグーラ（アラビア語：غولة, ghūlaないしはghūla）と呼ばれる。語源はアラビア語で「掴む（つかむ）」または「攫う（さらう）」を意味する動詞ガーラ（غال）である。死体を食べることから日本では屍食鬼（ししょくき、または死食鬼）、あるいは食屍鬼（しょくしき）と訳されることが多い。

## 伝承
伝承によると、砂漠に住み、体色と姿を変えられる悪魔であり、特にハイエナを装う。墓をあさって人間の死体を食べたり、小さな子供を食べたりする。また旅行者を砂漠の奥まで誘い込み、彼らを殺して食べたりもする。
民話ではグールが集団の誰かに化けていてこっそりと人間を食べるという話がある。女のグーラは美女に化けて、その性的魅力によって魅了した男を食べると言われる。グールには雌雄があり、卵から生まれ、雌は子供に授乳して育てる。人間がグーラの乳を吸うと乳兄弟になってグールと仲間になれる。アラブの民話では人間と会話が出来る知能や社会性をもった存在として描かれており、民話にはグールとの会話も頻繁に登場する。
その一方で、一部の民話では道義的な教えを説く存在として善良なグールも存在し、アッラーフによって生み出されたジンとされることもある。

### イスラム社会におけるグール
イスラム世界においては現地の民話や伝承がハディースに混合されることはよくあるが、グールも例外ではない。グールはイスラム教誕生以前からジンなどと同様にアラビア半島で伝承されていた存在であったが、その成立によってハディースの伝承に取り込まれた。特に二代目カリフはグールを倒したとされている。
グールの変身能力は体色を自在に変える保護色と、姿かたちを自在に変えてあらゆる人間に化ける能力があり、アラビア語には「グールのように色を変える」「グールが色を変えるように気まぐれ」など諺にも登場する。また、異常行動を取る相手に対して「あいつはグールが化けている」「本物の奴はグールに食べられてしまった」と言われ魔女狩りのような差別や殺害の対象になることもある。
イスラム社会では実在の存在として恐れられることが多く、グール避けの伝承も数多くある。預言者ムハンマドはグールから逃れるにはアザーンを繰り返し唱えると良いと述べたとハディースに記されている。また、鉄を恐れるとも言われているため常に鉄剣を帯びていれば良いとされる。
アラブ社会におけるグールはいわば犯罪者を怪物化した物であり、旅人を襲う盗賊、他人になりすます詐欺師、墓泥棒などの行為をモチーフとしている。このため、現代のイスラム社会のウラマーの見解ではグールは存在しないとする意見も多く、二代目カリフが倒したグールとは盗賊の比喩であったとされる意見がある。

## フィクションにおけるグール
日本ではゲームや小説、漫画などではアンデッドモンスターとして扱われているが、アラブの伝承では上記のように生物である。ロールプレイングゲームなどではゾンビなどと類似の存在として登場することが多い。

### クトゥルフ神話
クトゥルフ神話での初出は、ハワード・フィリップス・ラヴクラフトが1927年に発表した短編小説『ピックマンのモデル』である。クトゥルフ神話のグールはイヌのような顔をした蹄のある怪物で、地下に棲息し、墓を漁って死体を貪る。人間がグールに変容することがある。グールは目覚めの世界とドリームランドを行き来する。

### ヴァンパイア:ザ・マスカレード
ロールプレイングゲームの『ヴァンパイア:ザ・マスカレード』では、ヴァンパイアに血を飲み干されることなくヴァンパイアの血を飲んだ生物がグールという存在になる。グールは超常の力を持ち、ヴァンパイアの血を飲み続ける限り老化しなくなるが、血が切れると急速に年をとって死んでしまう。また、グールに血を与えたヴァンパイアから「血の束縛」を受け、従属するようになる。

### 東京喰種トーキョーグール
石田スイ作・原作の日本の漫画、アニメ。超絶的な身体能力に加えて攻撃的外肢「赫子」を操る一方、人肉（又は喰種の肉）に含まれる架空の因子「Rc細胞」しか栄養素として摂取することができない亜人種族「喰種」（グール）の存在が物語の核となっている。

### その他
- Fallout シリーズ - 核戦争後に放射能で変異した人々。グール (Fallout)（英語版）
- プラン9・フロム・アウタースペース - 英語原文では劇中の怪物のことをghoulとしている。